# 나기수
나기수(본명: 김홍량, 1950년 8월 18일 ~ )는 대한민국의 배우이고, 1973년 영화 《석양의 두 얼굴》로 처음 데뷔하였다.

## 출연작

### 영화
- 1973년 《석양의 두 얼굴》
- 1976년 《위험한 여자》
- 1976년 《단 둘이서》
- 1976년 《딸3형제》
- 1976년 《바다의 사자들》
- 1977년 《난중일기》
- 1977년 《병사와 아가씨들》
- 1977년 《미스양의 모험》
- 1978년 《고교 명량교실》
- 1978년 《제갈 맹순이》
- 1981년 《가슴깊게 화끈하게》
- 1982년 《밤의 천국》
- 1982년 《깨소금과 옥떨메》
- 1983년 《신입사원 얄개》
- 1985년 《서울에서 마지막 탱고》 ... 청년 역
- 1985년 《화녀촌》
- 1986년 《서울황제》 ... 왕초 역
- 1987년 《나는 다시 살고 싶다》
- 1987년 《화려한 변신》
- 1987년 《푸른 계절의 열기》
- 1987년 《블루하트》
- 1988년 《벽속의 부인》
- 1988년 《당신은 안개꽃》 ... 정 박사 역
- 1989년 《쌍혼녀》
- 1990년 《남부군》 ... 성만석 역
- 1991년 《단지 그대가 여자라는 이유만으로》
- 1991년 《누가 용의 발톱을 보았는가》
- 1992년 《서울에서 마지막 탱고 2》 ... 성호 역
- 1993년 《밀월 여행》
- 1995년 《네온 속으로 노을지다》
- 1995년 《95 캉캉 69》
- 1995년 《노란 손수건》
- 1996년 《96 옐로우 하우스》
- 1997년 《똑바로 살아라》 ... 송 영감 아들 송영민 역
- 1998년 《얼룩진 산하》
- 2003년 《대한민국 헌법 제1조》 ... 공화의원 1 역
- 2006년 《우리들의 행복한 시간》 ... 법륜 역
- 2006년 《그 해 여름》 ... 석영 부 역
- 2009년 《해운대》 ... 박 의원 역
- 2012년 《미쓰GO》 ... 의원 역
- 2013년 《감기》 ... 질병관리본부장 역
- 2015년 《그놈이다》 ... 노인 역
- 2017년 《아들에게 가는 길》 ... 공연단원 역
- 2017년 《석조저택 살인사건》 ... 판사 역
- 2018년 《독전》 ... 이학승 역

### TV 드라마
- 1985년 MBC 8.15 특집드라마 《그해의 삽화》
- 1985년 MBC 대하드라마 《조선왕조 오백년 - 임진왜란》 ... 조완기 역
- 1986년 MBC 단막드라마 《수사반장》
- 1987년 MBC 신년특집 드라마 《우리들의 신부》
- 1990년 KBS2 수목드라마 《검생이의 달》 ... 형사 역
- 1994년 KBS2 수목드라마 《폴리스》 ... 나회장 역
- 1995년 KBS1 대하드라마 《김구》 ... 전봉덕 역
- 1995년 MBC 수목드라마 《제4공화국》 ... 하소곤 역
- 1995년 SBS 특별기획 드라마 《코리아게이트》 ... 차규헌 역
- 1995년 KBS1 대하드라마 《찬란한 여명》 ... 일본공사관 마에타 서기관 역
- 1996년 KBS1 대하드라마 《용의 눈물》 ... 장지화 역(1차왕자의 난),송류 역(1인 2역)
- 1997년 MBC 《경찰청 사람들》 - 구두공장 아이들 ... 최영만 역
- 1998년 KBS2 주말연속극 《야망의 전설》
- 1998년 KBS1 대하드라마 《왕과 비》
- 2000년 KBS1 대하드라마 《태조왕건》... 철원성 공역장 아지태 부상 유발자 역
- 2000년 KBS2 수목드라마 《천둥소리》 ... 점백 역
- 2001년 KBS2 대하드라마 《명성황후》 ... 장수성 역
- 2001년 SBS 대하사극 《여인천하》 ... 금부도사 역
- 2002년 SBS 대하드라마 《야인시대》 ... 경찰, 김태수 역(1인 2역)
- 2002년 KBS2 수목드라마 《장희빈》 ... 옥사장 역
- 2003년 KBS1 대하드라마 《무인시대》 ... 중랑장,차중규 역(1인 2역)
- 2003년 SBS 대하사극 《왕의 여자》 ... 정충신 역
- 2005년 SBS 대하사극 《서동요》 ... 법사 역
- 2006년 SBS 대하사극 《연개소문》 ... 양약 역
- 2006년 KBS1 대하드라마 《대조영》
- 2007년 SBS 대하사극 《왕과 나》 ... 무명대신 역
- 2008년 SBS 드라마 스폐셜 《일지매》  ... 이형익 역
- 2008년 KBS2 월화드라마 《최강칠우》 ... 장군파 두령 역
- 2010년 SBS 대하드라마 《자이언트》
- 2012년 MBC 대하사극 《무신》 ... 봉은사 주지스님 역

### 그 외
- MBN 《기막힌 이야기 실제상황》 ... 기타 단역

### 연극
- 《모정의 세월》
- 《성난 얼굴로 돌아보라》

## 수상
- 1985년 제24회 대종상 영화제 남우조연상